# Hamlin megye
Hamlin megye az Amerikai Egyesült Államokban, azon belül Dél-Dakota államban található. Megyeszékhelye Hayti, legnagyobb városa Estelline. Lakosainak száma 6164 fő (2020. április 1.). Hamlin megye Codington, Deuel, Brookings, Kingsbury és Clark megyékkel határos.

## Népesség
A megye népességének változása:
| Lakosok száma | 5915 | 5954 | 5950 | 5961 | 6047 | 6164 |
|               | 2010 | 2011 | 2012 | 2013 | 2015 | 2020 |